# Caracterización de materiales

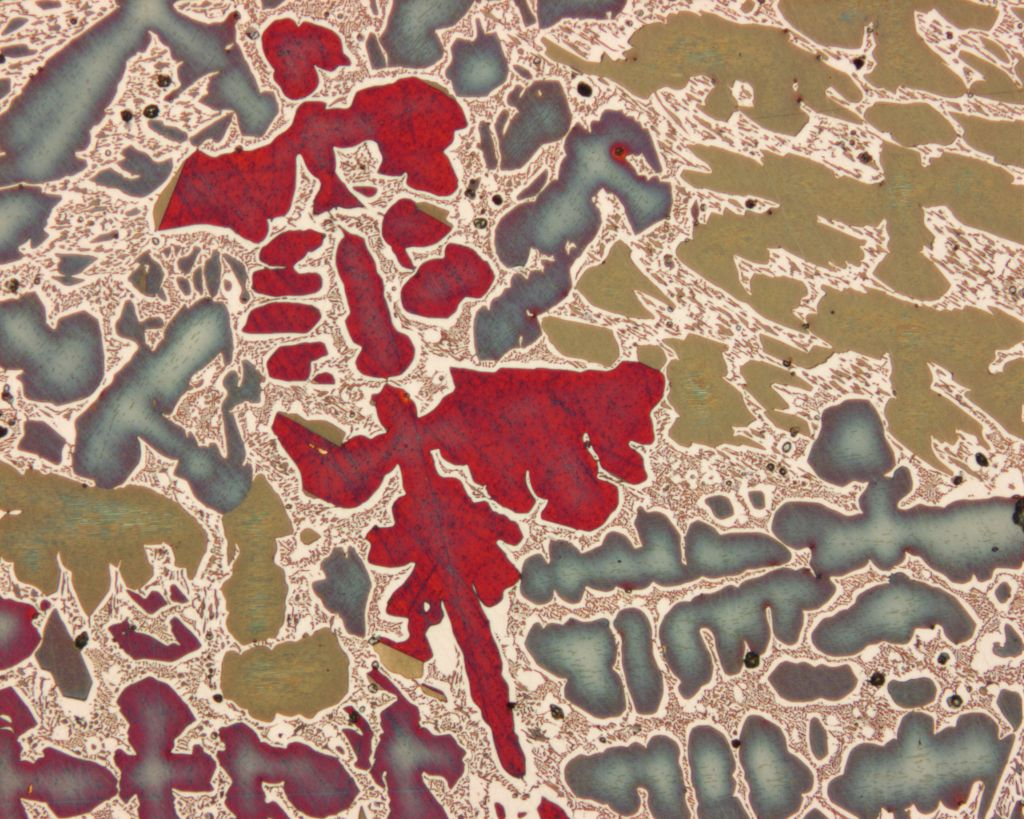
La técnica de caracterización por microscopio óptico muestra la escala en micrométrica de la microestructura dendítrica de una aleación de bronce.

La caracterización de materiales, cuando se habla de ciencia de materiales, hace referencia al proceso general y amplio por el cual la estructura de un material y sus propiedades son probadas y medidas. Es un proceso fundamental en el campo de la ciencia de materiales, sin el cual no se podría determinar un entendimiento científico de la ingeniería de materiales. El alcance del término es a veces distinto; algunas definiciones limitan el uso del término a las técnicas que estudian la estructura microscópica y las propiedades de los materiales, mientras que otras usan el término para referirse a cualquier proceso de análisis de materiales, incluyendo técnicas macroscópicas tales como pruebas de materiales, análisis térmico y cálculo de densidad. La escala de las estructuras observadas en la caracterización de materiales va desde los ángstroms, como en la imagen de átomos individuales y enlaces químicos, hasta centímetros, como en la imagen de estructuras de grano grueso en los metales.
Aunque muchas técnicas de caracterización se han practicado por siglos, tales como la microscopía óptica básica, constantemente emergen nuevas técnicas y metodologías. En particular la invención del microscopio electrónico y la Secondary-ion mass spectrometry (SIMS) en el siglo XX han revolucionado el campo, ayudándole a la imagen y análisis de estructuras y composiciones a escalas mucho más pequeñas de lo que antes era posible, llevando a un incremento importante en el nivel de comprensión en porqué distintos materiales muestran distintas propiedades y comportamientos. Más recientemente, el microscopio de fuerza atómica ha incrementado aún más la resolución máxima posible para el análisis de ciertas muestras en los últimos 30 años.
Existen para ello distintas técnicas de caracterización, de acuerdo al interés que despierte dicho material. Una vez conocidas las características del material puede establecerse la naturaleza del mismo, así como sus posibles aplicaciones.
Un ejemplo de ello es la caracterización de materiales semiconductores, lo cual es fundamental para establecer el uso posterior que puede dársele a los mismos. Otra aplicación muy útil es en el análisis de cargas térmicas, que forma parte del proceso de diseño de instalaciones de Aire Acondicionado, en el cual se toman en cuenta las propiedades térmicas de los materiales, tales como: Coeficiente de conductividad (Índice K), Transmitancia (Valor U), Resistencia e Inercia térmicas.